# Historia de las asignaciones sociales en la Argentina
La historia de las asignaciones sociales en la Argentina es la historia de muchos diferentes planes de apoyo social que distintos gobiernos han ido creando para paliar la falta de trabajo y la pobreza en este país.
En Argentina los derechos del trabajador y su familia tienen rango constitucional. Debido a las dificultades en el mercado laboral y a que una proporción muy significativa de trabajadores y familias quedaban por fuera de la seguridad social, en la Argentina, se estimuló, en los años ochenta y comienzos de los noventa la transferencia de sus recursos a programas de ayuda social, como asignaciones asistenciales y familiares (Asignación familiar por hijo, Ley N.º 24.714, que cubre a los hijos de trabajadores oficialmente registrados) o subvenciones por falta de trabajo. Incluyen las Asignación Familiar por Prenatal, la Asignación Familiar por Nacimiento y Adopción, la Ayuda Escolar Anual, la Asignación por Embarazo para Protección Social, la Asignación Familiar por Hijo, la Asignación Familiar por matrimonio, la Asignación Familiar por Maternidad y la Asignación Familiar por Cónyuge.Asignacion por hijo
En Argentina también existe la asignación por hijo con discapacidad. La asignación por hijo con discapacidad es una suma mensual que recibe el trabajador en relación de dependencia por cada hijo con discapacidad que tenga, sin importar la edad de su hijo, por ello se cobra incluso si el hijo es mayor de 18 años, y sin que exista límite salarial en el ingreso del trabajador.
Los movimientos sociales y organizaciones independientes introdujeron la discusión sobre las políticas de inclusión social a partir de sus reclamos, con el objetivo de lograr una política pública de reducción de la pobreza extrema. De esta manera lograron que, además de programas de empleo, capacitación y formación,  el estado se ocupe de los ciudadanos con mayores necesidades mediante diversos programas de asignaciones sociales. Las prestaciones varían según sean para hijo, hijo discapacitado, prenatal, maternidad, escolaridad, nacimiento, adopción u otras. Otras ayudas sociales cubren a ciudadanos que viven fuera del circuito económico productivo y dependen directamente de las asignaciones sociales para sobrevivir, como la Asignación universal por hijo. Además existen los planes Progresar y la Asignación por Embarazo que otorga la ANSES, el programa Argentina Trabaja, el Plan Nacional de Primera Infancia, el programa Creer y Crear y la Pensión Universal por Adulto Mayor. En la Argentina, 
3 de cada 10 familias argentinas recibe la asistencia de un plan social.

## Década de 1990
Durante el siglo XX, varios economistas destacados, entre ellos los galardonados con el Premio Nobel de Economía, John Kenneth Galbraith, James Tobin y James Meade, suscribieron la idea de un ingreso mínimo para todos los ciudadanos. El liberal Milton Friedman, por su parte, propuso un impuesto negativo al ingreso: el Estado compensaría monetariamente a quienes quedaran por debajo de un ingreso mínimo.
Debido a las dificultades en el mercado laboral y a que una proporción muy significativa de trabajadores y familias quedaban por fuera de la seguridad social, en la Argentina, se estimuló, en los años ochenta y comienzos de los noventa la transferencia de sus recursos a programas de ayuda social, como asignaciones asistenciales y familiares.
En 1992, durante la presidencia del peronista Carlos Menem, se había elevado considerablemente el número de desocupados. Existían el Programa solidario PROSOL y el Plan Social Trienal, que duraron poco. Los movimientos sociales y organizaciones independientes introdujeron la discusión sobre las políticas de inclusión social a partir de sus reclamos, con el objetivo de lograr una política pública de reducción de la pobreza extrema. De esta manera lograron que, además de programas de empleo, capacitación y formación,  el estado se ocupe de los ciudadanos con mayores necesidades mediante diversos programas de asignaciones sociales.
En 1994, los economistas del Centro Interdisciplinario para el Estudio de Políticas Públicas (CIEPP), Alberto Barbeito y Rubén Lo Vuolo, junto con las legisladoras de la Unión Cívica Radical, Elisa Carrió y Elisa Carca, crearon un proyecto de ley de ingreso ciudadano para los niños, niñas y adolescentes, basado en los trabajos anteriores de los economistas.

El objetivo es que a mediano o largo plazo la totalidad de los ciudadanos del país cuenten con un ingreso básico garantizado fiscalmente, y de esta forma, no sólo sea posible prevenir que las personas caigan en situaciones de pobreza extrema sino, también, permitir formas mas eficientes y equitativas para el funcionamiento del mercado de empleo y mejorar los problemas derivados del desempleo y el subempleo.

Se trataba de un proyecto de ley argentino inspirado en el concepto de renta básica universal, que proponía una "asignación monetaria" mensual para todos los menores de 18 años que tuvieran nacionalidad argentina. El objetivo era garantizar a todos los niños la alimentación básica y asegurarles el mantenimiento en el sistema educativo. Se basaba en la convicción de que «el derecho al ingreso es un derecho humano imprescindible para que las personas tengan capacidad autónoma para sobrevivir en la sociedad».
El proyecto proponía, en el caso de los niños, generar un ingreso que provendría del Estado y que debía ser independiente del trabajo realizado e independientemente de los ingresos que tuvieran sus padres.
Se basaba en la convicción de que «el derecho al ingreso es un derecho humano imprescindible para que las personas tengan capacidad autónoma para sobrevivir en la sociedad».
Esta idea de un ingreso para todos los niños que fueran ciudadanos argentinos, según quienes la postulaban, consistía en garantizar el derecho de todas las niñas, niños y adolescentes a recibir de forma universal e incondicional un ingreso en forma permanente. Los defensores de este tipo de políticas afirmaban que se trataba de una medida que podría acabar con la pobreza y que, además, podría generar una mayor libertad a la hora de buscar trabajo, porque le permitiría al ciudadano buscar un empleo que sea más acorde con su formación sin verse obligado a aceptar condiciones de trabajo miserables.

Los argumentos centrales para defender como primer paso el Ingreso Ciudadano (IC) a la infancia sostienen que, en Argentina y en América Latina, “la mayoría de los pobres son niños y la mayoría de los niños son pobres”. Gran parte de la pobreza individual se explica por el mayor tamaño de los hogares y por la mayor proporción de personas económicamente dependientes (menores, ancianos) en los mismos, situación que aumenta la presión sobre el ingreso de los miembros económicamente activos. La ausencia de mínimas redes de seguridad social hace que la única salida que tienen estos hogares para mejorar sus ingresos sea lanzar a más miembros a la búsqueda de alguna actividad remunerada.
Barbeito y Lo Vuolo (2003): El “ingreso ciudadano” en la agenda de políticas públicas de la Argentina

El llamado Ingreso Ciudadano para la Niñez (INCINI) fue un proyecto de ley argentino relacionado con la renta básica universal, que proponía una asignación monetaria mensual para todos los menores de 18 años que tuvieran nacionalidad argentina. El objetivo era garantizar a todos los niños la alimentación básica y asegurarles el mantenimiento en el sistema educativo. Fue postulado en 1997 por las entonces legisladoras de la Unión Cívica Radical, Elisa Carrió y Elisa Carca, y retomado luego por el partido posterior de Carrió, la Coalición Cívica ARI. También hubo proyectos similares presentados posteriormente por otros legisladores de diferentes partidos políticos, como Claudio Lozano, y sostenidos por otras organizaciones, como la Central de Trabajadores Argentinos. Es el antecedente directo de la Asignación Universal por Hijo pero, a diferencia de este, estaba pensado como una Ley Nacional y no como un decreto presidencial.
En la década del 1990 se presentaron diversos proyectos para extender las asignaciones familiares vigentes en el sistema de seguridad social, en ese momento solo para asalariados formales, entre ellas la propuesta de un Ingreso Ciudadano para la Niñez, en la cual se le asignaría una prestación económica al adulto para lograr llegar al verdadero beneficiario que sería el niño o niña.
Existían el plan FONAVI (Fondo Nacional de la Vivienda), el PROSONU (Programa Nacional Nutricional) y el POSOCO (Políticas Sociales Comunitarias). 
En ese contexto el gobierno menemista presentó la Primera Propuesta de Consolidación de Planes Sociales.
También en 1994 Menem lanzó el Plan Trabajar I, con el objetivo de complementar la privatización masiva de empresas públicas en el país. El programa ofreció un subsidio de desempleo durante 3 a 6 meses y formó parte de un plan internacional para hacer sustentable socialmente las privatizaciones. Este plan social también fue criticado debido a la manipulación política.
En 1997, las entonces diputadas Elisa Carrió y Elisa Carca, de la Unión Cívica Radical, presentaron el proyecto de ley del Fondo del Ingreso Ciudadano de la Niñez (FINCINI) ante el Congreso de la Nación. El mismo consistía en la creación de un fondo para la creación e implementación del Ingreso Ciudadano para la Niñez, la Atención Prenatal y de las Personas con Discapacidad (INCINI), al Beneficio por Maternidad y a los Beneficios por Nacimiento y Adopción. El INCINI significaba la extensión del beneficio pagado por el programa de asignaciones familiares instrumentadas a través del ANSES, a la totalidad de los niños del país, con independencia del estatus laboral y del ingreso de los padres. También podría ser recibido por las mujeres embarazadas, como beneficio prenatal desde el momento de acreditación del embarazo y hasta el nacimiento del hijo.
El proyecto planteaba que los recursos para el fondo serían: el programa de asignaciones familiares, para lo cual se mantendría en vigencia la tasa contributiva que grava a los salarios; la reforma del impuesto a las ganancias de las personas físicas, que contemplaba la eliminación de las exenciones fiscales de determinadas rentas (principalmente, la inclusión como sujeto impositivo de las rentas financieras y los dividendos distribuidos por las sociedades de capital); la eliminación de las deducciones por cargas de familia del impuesto a las ganancias de las personas físicas;  el cofinanciamiento de las provincias, atento a que, como resultado del INCINI, éstas verían disminuir las demandas asistenciales por parte de las familias. En los hechos, el aporte provincial consistiría en la aplicación parcial de transferencias fiscales que el gobierno nacional les destinaba para atender situaciones de emergencia social.
En la justificación del proyecto de ley se mencionaba «la necesidad de otorgarle a los argentinos una red de seguridad en los ingresos, especialmente a los niños».

El ingreso ciudadano aparece como una forma eficiente de combinar política tributaria y política social para lograr un impacto progresivo sobre la distribución de los ingresos. Esta política tiene la capacidad de articular gasto con el impuesto porque puede funcionar al mismo tiempo como beneficio y como crédito fiscal en el impuesto a los ingresos (o ganancias, o rentas personales, según la denominación). Además, por ser universal e incondicional, es un modo eficiente de mejorar la propia recaudación del impuesto a los ingresos personales que es uno de los que peor califica en América Latina al compararse con la experiencia comparada. Para que se entienda el punto, se puede dar el ejemplo de los programas de asignaciones familiares en la región. Estos programas pagan beneficios diferentes (por ejemplo por hijo) a los montos que los impuestos a los ingresos permiten deducir por el mismo concepto. Además, sólo funcionan para los trabajadores asalariados formales, por lo que en la región un hijo tiene un valor diferente según la categoría laboral de los padres y según el tipo de política de que se trate. El ingreso ciudadano resuelve este problema.
Rubén Lo Vuolo en "Renta básica universal, ¿Derecho de ciudadanía? Pág. 71.

La propuesta del proyecto era que «en lugar de continuar profundizando programas discrecionales que buscan focalizar la asistencia en aquellas personas y/o grupos familiares con determinadas privaciones, debería tenderse a desarrollar intervenciones de carácter universal y preventivo». Se lo consideraba un sistema de ingreso universal concebido como un derecho, una política de carácter universal para favorecer la integración y disminuir la pobreza, y no como una dádiva estatal.

En 1997 asumimos la propuesta como una suerte de utopía cuya intención principal era instalar la discusión del tema y, de paso, señalar que el modelo social que se venía implantando era un colosal proceso de transferencia de los sectores medios y bajos de la sociedad hacia los más ricos... hoy día lo asumimos y planteamos como una necesidad.
Elisa Carrió

Se presentó como destinado a niños menores de dieciocho años sin distinción de clases sociales. Esto último introducía la novedad y también la polémica: no iba dirigido sólo a los niños pobres.
La escritora Laura Di Marco sostiene que el proyecto no prosperó porque la mayor parte del peronismo se opuso, y afirma también que la resistencia de éstos se debía a que un ingreso universal apuntaba a desactivar el clientelismo político, ya que su otorgamiento no dependía de la evaluación de un funcionario o de un puntero político, sino que la otorgaba el estado directamente. Según la misma autora, el proyecto significaba pasar del concepto de «dádiva personalista» al de «ampliación de derechos».
A partir del año 1997 se fueron presentando distintos proyectos en el Congreso de la Nación de Ingreso Ciudadano para la Niñez. La Red Argentina de Ingreso Ciudadano lo impulsaba a partir del Frente Nacional contra la Pobreza.
Se trataba de un tema que había comenzado en ámbito académico, a partir del reclamo de movimientos sociales y de diversas organizaciones independientes, como el Frente Nacional contra la Pobreza (FRENAPO), para llegar a ser tomado por el ámbito político que fue el que lo impulsó como proyecto de ley. Según el planteo de Rubén Lo Vuolo, todas las personas tendrían que tener el derecho a un ingreso de manera incondicional. Los miembros de REDAIC (Red Argentina de Ingreso Ciudadano) fueron los primeros en sostener en los congresos de la red internacional que, en América Latina, el camino hacia el ingreso ciudadano debería comenzar por la garantía de un ingreso a la niñez.
Según los académicos Arriaga y Miranda, está comprobado, que medidas como el Ingreso Ciudadano para la Niñez, «tienen consecuencias muy positivas porque mejoran la integración social y la permanencia de los niños dentro del sistema educativo».

## Década de 2000
Durante el mandato del presidente Fernando de la Rúa se anunció un «salario de ciudadanía» o «salario de inserción», condicionado a contraprestaciones laborales, formación educativa y técnica y atención sanitaria de los niños, y se concretó con grupos reducidos, considerados vulnerables, a los cuales se les otorgaba un ingreso monetario por un período de tiempo limitado.
Antes de dejar su gobierno, De la Rúa anunció, a través del Decreto del Poder Ejecutivo N.º 1382 de noviembre de 2001 que, a partir de enero de 2002, regiría una «garantía de ingreso básico familiar» denominada «Sistema Integrado de Protección a la Familia» (SIPROF), que consistiría en una asignación por hijo, pagadera mensualmente a las familias, con independencia de la condición laboral de los padres. El decreto fue derogado antes del plazo legal previsto para su entrada en vigencia.
A fines de 2000 se recolectaron firmas de adhesión a un petitorio para que el Poder Ejecutivo convocara a una Consulta Popular para peticionar el dictado de la ley de Ingreso Ciudadano pero, a pesar de que se consiguieron la cantidad de firmas necesarias según la reforma constitucional de 1994, el gobierno no atendió la petición. El FreNaPo (Frente Nacional Contra la Pobreza), realizó, en 2001, una consulta popular no oficial en la que más de 3 millones de ciudadanos votaron por el «SI».
En 2001, Elisa Carrió, que ya había creado el ARI, decidió presentar nuevamente el proyecto de ley de Ingreso Ciudadano para la Niñez, pero éste ni siquiera llegó a tratarse en el Congreso. Incluso los políticos del ARI llevaron el proyecto a varios obispados buscando el apoyo necesario para promoverlo, sin éxito.
En 2002, justo después de la crisis del 2001, el presidente peronista Eduardo Duhalde firmó el decreto 565/021 que reglamentó el Programa de Jefes de Hogar, también denominado Derecho Familiar de Inclusión Social: Plan Jefes y Jefas Desocupados. Este plan asistencial, que consistía en una ayuda financiera mensual no remunerativa de 150 pesos argentinos a las familias más necesitadas que estaban viviendo la crisis a cambio de una serie de contraprestaciones que debían realizar los llamados «beneficiarios del plan», que eran los jefes o jefas de hogar desocupados con hijos menores a cargo, aparecía como un instrumento necesario en ese momento de crisis para «para apaciguar un conflicto social de características inéditas que ponía en juego la continuidad del sistema político institucional». Este Plan Jefas y Jefes de Hogar Desocupados (PJJHD) exigía una contraprestación de cuatro a seis horas diarias de trabajo del beneficiario y la novedad era que, en muchos casos, los beneficiarios eran las mujeres.
Este programa de transferencias de ingreso de emergencia del Ministerio de Trabajo, Empleo y Seguridad Social (MTEySS), 
alcanzó a cubrir cerca de dos millones de hogares, equivalentes al 20% del total del país.
El Plan Jefes y Jefas recibió muchas denuncias por su manejo discrecional debido al uso de mecanismos clientelares: en muchos casos, los «beneficiarios» debían dejar el 20% al puntero políticos que se los otorgaba. Además afectaba los principios de universalidad e igualdad porque discriminaba personas que estaban en la misma situación que los beneficiarios pero no recibían el plan, por ejemplo, los jóvenes desocupados, los jefes y jefas de hogar desocupados sin hijos o con hijos mayores, y las personas mayores sin cobertura previsional no podían acceder al «beneficio». Otra crítica era que las supuestas contraprestaciones no se cumplían.
Se lo criticaba por su carácter asistencialista y prebendario, y por los problemas de asignación, control y manipulaciones políticas. Incluso el Consejo Consultivo Nacional de Políticas Sociales llegó a criticar el manejo discrecional del dinero, y solicitó que «el beneficio alcance a todas las familias que se encuentran por debajo de la línea de la pobreza y la indigencia, sin discriminación alguna». Además, no se lograba monitorear el cumplimiento de las contraprestaciones ni había sanciones para las irregularidades detectadas.
Según Lo Vuolo, «siempre un ingreso para la niñez que sea incondicional y universal es mejor que uno condicionado y focalizado». De acuerdo con un estudio del Centro de Estudios Legales y Sociales (CELS), el objetivo de las instituciones de política social basada en la ley formal es «proteger al ciudadano de las inseguridades materiales individuales como enfermedades, falta de trabajo, ausencia del sostén del hogar, falta de ingresos para afrontar la maternidad, la discapacidad física o psíquicas o la vida pasiva en la vejez.» Existen diferencias entre una ayuda financiera como política de un gobierno, y una política de Estado; los decretos no son permanentes. El objetivo de las políticas asistenciales es asistir a desocupados a cambio del desempeño de un empleo, o bien asistir «directamente a las familias y a las personas, reclamando como contraprestación el cumplimiento de ciertas características personales.» Este tipo de planes sociales fueron muy criticados desde la oposición porque éste afirmaba que solían ser utilizados con fines políticos y que favorecían el clientelismo político y la corrupción.
Según el CELS, «lejos de la pretensión de consagrar un derecho, el plan se limita a distribuir beneficios asistenciales precarios, que no alcanzan a cubrir las necesidades mínimas de la población en situación de indigencia».
El 23 de junio de 2003, el diputado por la Unión Cívica Radical, Aldo Neri, presentó el Proyecto de ley Régimen Universal de Ingreso Social Materno Infantil (RUISMI).
También en 2003, durante su campaña presidencial con el ARI, Elisa Carrió prometió que su primera medida, si ganaba las elecciones y llegaba a ser presidenta, iba a ser crear el  «Ingreso Ciudadano para la Niñez, 100 pesos por chico, que va a traer paz».
Cuando Elisa Carrió y Elisa Carca formaban parte del ARI volvieron a presentar el proyecto ante el Congreso, otra vez sin éxito. Tanto la UCR, como el ARI, como Recrear, apoyaban la idea de imponer un sistema de ingreso universal concebido como un derecho, no como una dádiva pero las diferencias aparecían cuando se discutía si el beneficio debía alcanzar a todos, sin importar su condición económica, o sólo a los sectores más empobrecidos.
El 22 de octubre de 2004 el ARI propuso «una consulta popular para que la gente apruebe el Ingreso Ciudadano para la Niñez». Marta Maffei, autora del proyecto y Eduardo Macaluse, entonces presidente del bloque ARI acompañaron la iniciativa.
Se trataba de una asignación mensual para ser administrada por las madres para garantizar prestaciones de salud y alimentos para sus hijos. Pero la ministra de Desarrollo Social, Alicia Kirchner, se opuso, porque no quería que se desmantelaran los planes asistenciales Jefes y Jefas de Hogar, cuestionados por el manejo discrecional, cuyos fondos manejaba el Ministerio a su cargo. En ese momento el Plan Jefes y Jefas sumaba 1.400.000 beneficiarios.
En 2004 el ARI presentó, sin éxito, en la Cámara de Diputados el Proyecto de Ley del FINCINI, Fondo para el INgreso Ciudadano de la Niñez.
El 3 de diciembre de 2004, el senador justicialista Antonio Cafiero presentó el Proyecto para una Ley de Renta Mensual de Ciudadanía para los Menores de Edad.
El 12 de abril de 2005, el diputado Aldo Neri, presentó nuevamente en el recinto el Proyecto de ley Régimen Universal de Ingreso Social Materno Infantil (RUISMI).
El 23 de agosto de 2005, el senador radical Gerardo Morales presentó en el Senado el Proyecto de Ley Régimen Universal de Ingreso Social Materno Infantil.
En 2006, el presidente Néstor Kirchner, para terminar con los planes sociales de su predecesor, Eduardo Duhalde y generar nuevos, propuso la creación del Plan Familias, un nuevo plan asistencial que incluiría contraprestaciones laborales y obligaciones en salud y educación y que sería monitoreado por el Gobierno, pero conducido desde los municipios, y que se financiaría con un crédito del Banco Interamericano de Desarrollo (BID) de 700 millones de dólares a los que el Estado nacional agregaría otros 300 millones.
En 2006, Elisa Carrió volvió a presentar, junto al diputado Adrián Pérez, su propuesta de Ingreso Ciudadano de la Niñez al Congreso, con el objetivo de impulsar políticas sociales universales en vez de continuar creando planes focalizados, otra vez sin resultados.
El proyecto de Ingreso Ciudadano a la Niñez ya incluía la obligación de asistencia a la educación formal y la demostración de controles médicos y vacunación al día. El 21 de mayo de 2008, se presentó nuevamente, sin éxito, el proyecto de ley que contemplaba la creación del Fondo para el Ingreso Ciudadano de la Niñez (INCINI).
Se trataba de la garantía del derecho a un ingreso básico, universal e incondicional para todas las personas menores de una determinada edad. El cuestionamiento al gobierno kirchnerista apuntaba a que la gente estaba atrapada en múltiples programas asistenciales que exigían demostrar que no se tenían empleo ni ingresos suficientes para poder recibir un beneficio o subsidio por parte del Estado.
En 2009 se habían presentado 11 proyectos de ley sobre el tema del Ingreso Ciudadano en el Congreso, por lo que se esperaba una larga discusión parlamentaria. Las diferencias fundamentales que se discutieron fue si el beneficio debía alcanzar a todos, sin importar su condición económica, o sólo a los sectores más empobrecidos.
Sin que el proyecto llegara a aceptarse en el Congreso, el 29 de octubre de 2009, la entonces presidenta Cristina Fernández de Kirchner firmó el decreto 1602/09, que dispuso una Asignación Universal por Hijo, consistente en un ingreso de 180 pesos mensuales para menores de 18 años que pertenezcan a familias que no cuenten con cobertura social y se encuentren en situación de vulnerabilidad, hasta un límite de cinco hijos por grupo familiar. Según Mora Straschnoy, la decisión de promulgar esta norma por decreto se debió a que su gobierno se encontraba presionado por la crisis internacional y argentina, por el límite del modelo económico de su gobierno.
Al firmar el decreto que creaba la Asignación Universal por Hijo (AUH), la presidenta Kirchner no mencionó ninguno de los proyectos que le precedieron.
La diferencia con el Ingreso Ciudadano para la Niñez fue que se limitaba a grupos familiares cuyos jefes o jefas estuvieran desempleados y no cuenten con cobertura social, y no era para todos, es decir que no parecía a universal. y, al no tener fuerza de ley, su financiamiento no fue especificado de forma permanente.
Elisa Carrió y su partido cuestionaron que la medida se hubiera tomado con base en un decreto presidencial y no con base en una ley permanente del Congreso.
Según el ARI, «el problema en la Argentina con los planes sociales es el clientelismo político, que en vez de liberar a los necesitados, los controla, con el objetivo concreto de que respondan al poder político de turno».
No fueron los únicos en reclamar que la asignación se transformase en ley para, de esa manera, convertirse en una política de Estado y no de gobierno. Hubo una docena de proyectos de opositores al oficialismo, fundamentalmente del radicalismo y el peronismo disidente que propusieron que se transformara en ley.
El 24 de abril de 2009, el Partido Socialista presentó un proyecto de Ley que se titulaba «Ingreso Universal a la Niñez y la Adolescencia» en la Cámara de Diputados. El Proyecto Sur, con Claudio Lozano, se opuso a que fuera la ANSES la que financiara la asignación. Propusieron el proyecto de Ley «Creación de la Asignación Universal por Hijo, para menores de 18 años residentes en el país; Modificación de la Ley de Impuesto a las Ganancias, Ley 20.628».
El 7 de mayo de 2009, la Unión Cívica Radical, presentó un proyecto de Ley que se titulaba «Creación del Programa de Asignación Universal para la Atención Prenatal, Natal, la Niñez y la Adolescencia. Creación del Programa de Ahorro Universal para Niños, Niñas y Adolescentes» en el Senado, firmado por los senadores Ernesto Sanz y Gerardo Morales.
El 14 de agosto de 2009,  la Unión Celeste y Blanco, del diputado Francisco De Narváez,  presentó el proyecto titulado «Ingreso Básico Familiar (IBF)».
En líneas generales se cuestionó que, del decreto de la AUH, se excluían a los trabajadores que se desempeñaran en la economía informal y percibían una remuneración superior al salario mínimo, vital y móvil, se excluían los trabajadores formales que pagaban monotributo, 
También se cuestionaba que solo se pagaba por los cinco primeros hijos pero se excluía a un sexto hijo del beneficio.
En 2015, unos 3,5 millones de niños y adolescentes se encontraban cubiertos por esta asignación.

## Década de 2010
En 2010, cuestionando que la Asignación Universal por Hijo no era universal ni para todos los hijos, se volvió a presentar el proyecto del Ingreso Ciudadano para la Niñez (INCINI). A diferencia de la Asignación Universal por Hijo, se sostenía que debían cobrar la totalidad de los niños y niñas argentinos hasta los 18 años, fueran ricos o pobres.
En 2010, el bloque aliado al oficialismo, Nuevo Encuentro Popular y Solidario, de Martín Sabbatella y Carlos Heller, propuso, también, extender ese derecho a todos los trabajadores y trabajadoras y convertirlo en Ley.
En 2011 Lo Vuolo cuestionó que la Asignación Universal por Hijo no tuviera fuerza de ley y fuera financiada por fondos no específicos, lo cual la convertía en una política muy endeble. También cuestionó que utilizara fondos del ANSES.
Desde entonces se presentaron varios proyectos al respecto, entre ellos uno del Partido Socialista (diputada Silvia Augsburger), dos del Frente para la Victoria (senadora Elena Corregido y diputado Héctor Recalde), de la Unión Cívica Radical (senador Ernesto Sanz), Encuentro Social y Popular (diputada Merchán), y Buenos Aires para Todos (diputado Claudio Lozano). En este sentido, el Centro de Estudios por la Igualdad (CEPI) de la juventud del ARI, hizo una comparación de las diferencias sustanciales entre los distintos proyectos presentados con respecto al Ingreso Universal.
En 2015, María de los Ángeles Higonet, senadora nacional por el PJ, provincia de La Pampa, propuso que la Asignación Universal por Hijo se convirtiera en Ley nacional.
Finalmente, con el apoyo de todos los bloques políticos, la AUH se convirtió en Ley y entró en vigencia en marzo de 2016, durante el gobierno del presidente Macri.
En 2016 el presidente de la Nación Mauricio Macri incorporó, con el decreto 593/16, a los trabajadores que pagaban monotributo al régimen de Asignaciones Familiares, con lo cual tendrían derecho a percibir la AUH con Discapacidad, Prenatal y Ayuda Escolar.
En 2016, el gobierno de Mauricio Macri  aumentó la cantidad de beneficiarios de la AUH, al integrar a los monotributistas, y los montos pagados a los beneficiarios, además crearon por decreto presidencial los programas Plan Nacional de Primera Infancia, Creer y Crear y la Pensión Universal por Adulto Mayor con un ingreso del 80% de la jubilación mínima para personas mayores de 65 años y que no cuentan con la cantidad de años de aportes necesarios para poder jubilarse. Por otra parte existe el Ingreso Social con Trabajo dividido en Argentina Trabaja y en Ellas Hacen, que son otros planes sociales.
En julio de 2017 se amplió el programa de Créditos Argenta a beneficiarios de la AUH, Pensiones no contributivas y PUAM. Luego, Anses incorporó a los beneficiarios del SUAF.
Las prestaciones varían según sean para Asignación Familiar por Prenatal, la Asignación Familiar por Nacimiento y Adopción, la Ayuda Escolar Anual, la Asignación por Embarazo para Protección Social, la Asignación Familiar por Hijo, la Asignación Universal por Hijo, la Asignación Familiar por matrimonio, la Asignación Familiar por Maternidad, la Asignación Familiar por Cónyuge, la Pensión Universal por Adulto Mayor, Programas de Transferencias Condicionadas (PTCs), Hacemos Futuro y Becas Progresar. 
En la Argentina de 2018, 3 de cada 10 familias argentinas eran beneficiarias de la asistencia de un plan social.